# لغة أمبرية
اللغة الأُمْبْرِيَّة (باللاتينية: Lingua Umbra) لغة ميتة ايطاليقية، كانت تخصّ عرقية 'الأومبري' القانتون منطقة بوسط إيطاليا لها نفس الاسم (أومبريا). تشبه اللغة الأوسكية وبقدر أقل اللاتينية. ورغم انقراضها لا زالت لهجة إيطالية في نفس المنطقة حتّى اليوم.

## روابط
مفردات اومبرية